# Hirtenbach (Wetter)
Der Hirtenbach ist ein knapp 3 km langer rechter und nördlicher Zufluss der Wetter im hessischen Landkreis Gießen und im äußersten Südosten des Vorderen Vogelsberges.

## Geographie

### Verlauf
Der Hirtenbach entspringt im Lumda-Plateau auf einer Höhe von etwa 280 m ü. NHN im Buchwald westlich der Flur Zwillingsseife. Er fließt zunächst in südsüdwestlicher Richtung in einem Grünstreifen durch Wald, dann durch den Caravanpark Rutenkolk. Dort wird er in der Flur Am Froschloch von rechts  durch einen zweiten Quellarm gestärkt. 
Der vereinigte Bach läuft dann am Rande eine Laubwaldes durch Felder, wechselt seine Laufrichtung nach Süden, zieht in der Flur Schlagwiese etwa einen halben Kilometer durch Grünland und wird danach auf seiner linken Seite vom Schellenbach gespeist.
Der Hirtenbach fließt nun wieder südsüdwestwärt weiterhin durch Grünland und mündet schließlich am Nordrand des Naturraums Westlicher Unterer Vogelsberg auf einer Höhe von ungefähr 211 m ü. NHN am Ostrand von Laubach von rechts in die Wetter.
Sein etwa 2,7 km langer Lauf endet ungefähr 69 Höhenmeter unterhalb seiner Quelle, er hat somit ein mittleres Sohlgefälle von 26 ‰.

### Einzugsgebiet
Das 6,81 km² große Einzugsgebiet des Hirtenbachs liegt im Vogelsberg und wird über die Wetter, die Nidda, den Main und den Rhein zur Nordsee entwässert.
Es grenzt
- im Nordosten an das des Seenbachs, der über die Ohm in die Lahn entwässert
- und im Westen und Norden an das des Wetter-Zuflusses Lauter.

Die höchste Erhebung ist der 350 m ü. NHN hohe Süßekopf im Norden des Einzugsgebiets.
Im Norden und Osten ist das Einzugsgebiet bewaldet, ansonsten wechseln Acker- und Grünland.

### Zuflüsse
- Schellenbach (links)

### Flusssystem Wetter
- Fließgewässer im Flusssystem Wetter